# Die Palette

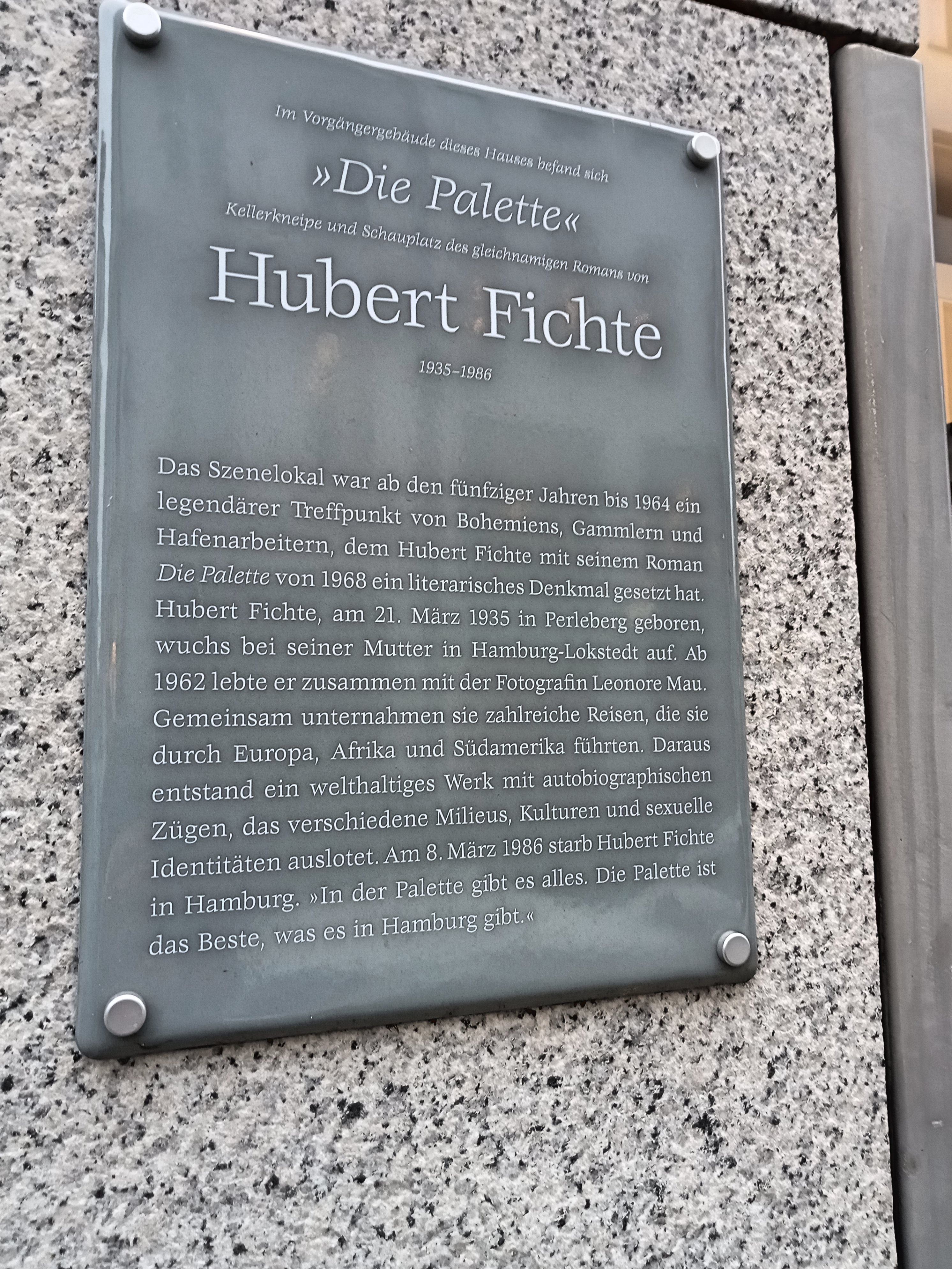
Informationstafel „Die Palette“ zum Lokal und dem Autor Hubert Fichte

Die Palette ist ein 1968 erschienener Roman von Hubert Fichte. Nach Das Waisenhaus war es Fichtes zweite Romanveröffentlichung. Titelgeber und zentraler Ort des Romans ist eine Kneipe, die in der Hamburger Neustadt lag und bis 1964 existierte, die Palette. Protagonist des Romans ist Fichtes Alter Ego Jäcki.

## Inhalt
Das Geschehen des Romans dreht sich um das Lokal Palette, das von Ganoven, Gaunern, Bohémiens, Hafenarbeitern, Prostituierten, Lesben, Schwulen und insbesondere Gammlern frequentiert wird. In diesem Gammlerlokal landet Jäcki, nachdem er einige Zeit lang nicht in Hamburg gewesen war.
Anstelle einer durchgehenden Handlung besteht Fichtes Roman aus fünfundsiebzig Kapiteln sowie einem „Nachwörter“ betitelteten Epilog. Einzelne Kapitel sind zeitlich bzw. räumlich miteinander verbunden – auf Jäckis zweiten Besuch der Palette in Kapitel 7 folgt in Kapitel 8 Jäckis dritter Besuch der Palette. Andere sind nicht verbunden, sie springen an einen anderen Ort, zu einer anderen Figur „ein Roman, der von [...] verwegensten Raum- und Zeitsprüngen strotzt“ (Walter Jens).
Im Einzelnen schildert Fichte Alltagssituationen, zusammengefasste Lebensgeschichten seiner Figuren, die spezifische Sprache innerhalb der Palette, teilweise in Form von ABCs, von „A – Anus. / Nicht Anus. Quatsch! Arsch.“ bis „Z – Zaster. Zampelbütel.“ und Listen, bruchstückhafte Verweise auf Fichtes eigene Biographie, die sich aber nicht zu einer Erzählung oder Autobiographie fügen. Das Geschehen folgt einer ungefähren Chronologie von Jäckis erstem Besuch der Palette in Kapitel 4 über die „letzten geschilderten Besuche“ in Kapitel 71 bis zum Rückblick in Kapitel 76, denn „die Palette ist zu“.
Neben der Palette führt der Autor Jäcki in die Galerie Brockstedt, in einen Bunker in Eimsbüttel, ans Falkensteiner Ufer, in eine Villa in Neugraben, ins „Dachjuché“ der Materialbeschaffung des Eppendorfer Krankenhauses, an den Ostseestrand bei Dahme, in eine Scheune an der deutsch-dänischen Grenze, in den Botanischen Garten. Zuweilen verlässt der Roman die personale Erzählperspektive Jäckis, und der Autor schaltet sich mit einzelnen Erläuterungen oder ganzen Kapiteln selbst ein – also nicht „er, Jäcki“, sondern: „Ich komme aus Pierrevert zurück und war eben zum zwanzigsten Mal in der Palette.“

## Hintergrund

### Die erzählte Zeit
Der Roman beginnt, das kann man aus wenigen eingestreuten Jahreszahlen und Daten schließen, zur Zeit des Jahreswechsels 1961/1962, und es heißt dann, dass Jäcki „drei Jahre“ die Palette besucht habe (Fichte selbst vermutlich in der „Zeit von Ende 1961 bis Mitte 1963“). Geschrieben hat Hubert Fichte den Roman in den Jahren 1965 bis 1967 – auch eine Schilderung der Lesung aus der Palette Anfang Oktober 1966 ist selbst noch Teil des Romans, wie er im Februar 1968 schließlich veröffentlicht wurde. Letztes Datum der erzählten Zeit ist der 19. Januar 1967, der Todestag von Jäckis Oma, sowie ein Satz am Ende eines Kapitels über die Blume zu Saaron: „Bei der Korrektur setz ich jetzt ein: Requiem für die blauangelaufene Blume zu Saaron.“ Axel Bullert, Vorbild für die Romanfigur Blume zu Saaron, war Ende Juni 1967 an einer Überdosis eines Morphium-Präparats gestorben.

### Ein hermetischer Roman
Laut einem zeitgenössischen Rezensenten ließ Fichte „soviel Persönliches in den Roman einfließen, dass es wohl nur einen gibt, der wirklich alles restlos versteht: er selber.“ Diese Vorgehensweise war beabsichtigt. 1966 notierte Fichte in seinem Tagebuch, was er jemandem im Gespräch gesagt hatte: „Ich schreibe Romane. / Die Palette. / Und wenn sich das noch so offen gibt – wir wissen doch beide – es ist geschlossen, hermetisch. / Ich schreibe einen Roman, der ist hermetischer als Finnegan’s Wake von Joyce.“ Einige Elemente, die sich dem Verständnis nicht oder nur schwer erschließen:
- Viele Ortsnamen, die im Roman genannt, aber deren Bewandtnis nicht näher erläutert wird (Heide, Järna, Pierrevert etc.). Der Ortsname Scheyern etwa bezieht sich auf Fichtes vorigen Roman Das Waisenhaus.
- Der Brief des Großvaters aus dem nur zwei Zeilen zitiert werden. „Ein schwankes Rohr, das jeder Windhauch knickt.“ In Versuch über die Pubertät (1974) zitiert Fichte den Brief in voller Länge.
- Mitunter wechseln innerhalb der Kapitel die Szenerien übergangslos: etwa von der Palette zu einer Wahrnehmung des Autors während des Schreibens des Romans zu einer Erinnerung des Autors an eine Arbeit Jahre zuvor in der Landwirtschaft wieder zurück zur Palette.

### Einige Romanfiguren und ihre realen Vorbilder
- Maximilian L’Allumeuse – Natias Neutert[5].
- Der schiefe Inder – Harun Farocki[6].
- Irma – Leonore Mau[7].
- Liana Pozzi – Ellinor Jahnn; Ehefrau von Hans Henny Jahnn von 1926 bis zu dessen Tod 1959[8]
- Die Blume zu Saaron – Axel Bullert[9].
- Cartacalo/la – Otto Habermann[10]
- Herr Bösig – Herbert Schuldt[11]

## Rezeption
Bereits mehr als ein Jahr vor Erscheinen des Buches las Hubert Fichte Ausschnitte aus Die Palette im Hamburger Star-Club. Die Veranstaltung fand am 2. Oktober 1966 statt und stand unter dem Motto „Beat und Prosa“, dabei sorgten Ian & The Zodiacs sowie Ferre Grignard für den Beat-Part. Dieter E. Zimmer schrieb damals in Die Zeit: „Hier [...] erschlug der Beat die Prosa nicht; beide koexistierten, mehr: sie machten gemeinsame Sache, sie dementierten das angebliche Schisma zwischen der Sub-, der Pop-Kultur, die ihre Kleidung und Sprache und Umgangsformen hat, und der seriösen, der höheren, der dunkel gekleideten ‚eigentlichen‘ Kultur.“ Wenig später erschien eine LP in der „Philips twen-serie“, die die Veranstaltung dokumentierte.
Dank dieser Voraus-Publicity und auch, weil Fichte sich inzwischen mit Das Waisenhaus und der Verleihung des Hermann-Hesse-Literaturpreises 1965 einen Namen gemacht hatte, wurde Die Palette vom Rowohlt Verlag mit deutlich höherer Erstauflage herausgebracht. Hatte Das Waisenhaus 1965 eine Erstauflage in Höhe von 3000 Exemplaren, so war es Anfang 1968 bei Die Palette eine Erstauflage von 11.000. Es ist bis heute Fichtes kommerziell erfolgreichstes Buch mit zahlreichen Neuauflagen.
Die renommierte Literaturkritik tat sich auf eine eigenartige Weise schwer mit dem Buch. Keine Geringeren als Marcel Reich-Ranicki und Walter Jens begannen ihre Rezensionen mit Sätzen, denen normalerweise nur ein Verriss folgen kann:
„Nichts leichter, als sich von diesem Roman degoutiert abzuwenden; nichts einfacher, als ihn zu verwerfen. In der Tat gehen seine Schwächen auf keine Kuhhaut.“ (Marcel Reich-Ranicki)
„Gewiss, die Fehler bieten sich an: Manche Kapitel sind überflüssig, manche stehen nicht an ihrem Ort, manche sind beliebig vertauschbar, manche haben Exkurs- und Füllselcharakter.“ (Walter Jens)
Beide aber kamen dennoch am Ende ihrer Rezensionen zu durchweg positiven Bewertungen:
Reich-Ranicki: „Es ehrt Fichte, dass er in dem Bedürfnis, alles auszusprechen, vor nichts zurückgeschreckt ist. [... das Buch] erweitert unsere Erfahrung. Und stößt in bisher unbekannte oder unerforschte Bereiche vor. In Bereiche, die nur der Schriftsteller bewusst machen kann.“
Walter Jens zieht sogar einen Vergleich zu einem der Hauptwerke der deutschen literarischen Moderne: Fichte mache „die Palette, wie Döblin den Alex, zum Zentrum der Welt“. Jens‘ Fazit: „ein großes, bewegendes, erhellendes Buch“.
Innerhalb der Reihe Deutschland in den sechziger Jahren der Zeitung Die Zeit widmete sich Helmut Heißenbüttel zehn Jahre nach ihrem Erscheinen noch einmal Fichtes Palette. Sein Urteil, 1978: „Unter den Büchern der sechziger Jahre, die das enthalten, was man die Erfahrung dieser Zeit in der BRD nennen könnte, nicht nur enthalten, sondern auf eine ganz und gar eigentümliche Weise literarisch umgesetzt haben, würde ich heute Fichtes Palette an erster Stelle nennen.“
Im Oktober 2024 nahm Der Spiegel Hubert Fichtes Die Palette in einen sogenannten „SPIEGEL-Kanon: Die 100 besten deutschsprachigen Romane der letzten 100 Jahre“ auf.

## Hörspiel
Im Jahre 2010 produzierte der Norddeutsche Rundfunk eine 88-minütige Hörspielfassung von Susanne Amatosero, die auch die Regie führte. Die Musik komponierte Christian Mevs. Die Erstsendung fand am 17. März 2010 statt. Zu den Sprechern gehörten u. a. Matthias Matschke, Hans Löw, Christian Bauer, Gunnar Frietsch und Cem Ali Gültekin.

### Textausgaben
- Hubert Fichte: Die Palette, Rowohlt Verlag, Reinbek bei Hamburg 1968.
- Hubert Fichte: Die Palette, rororo, Reinbek bei Hamburg 1970.
- Hubert Fichte: Die Palette, Fischer Taschenbuch, Frankfurt am Main 2005, ISBN 978-3-596-15853-9.
- Hubert Fichte: Die Palette, Hamburger Abendblatt Bibliothek / Axel Springer AG, 2009, ISBN 978-3-939716-71-6.

### Lesung
Beat und Prosa – Hubert Fichte im Star-Club mit Ian & The Zodiacs und Ferre Grignard. Aufgenommen am 2. Oktober 1966, enthält sechs Ausschnitte aus dem damals noch unveröffentlichten Manuskript, LP der Philips twen-serie 1966. – Wiederveröffentlicht auf CD: supposé 2004, ISBN 978-3-932513-41-1.

### Sekundärliteratur
- Thomas Beckermann (Herausgeber): Hubert Fichte – Materialien zu Leben und Werk. Fischer Taschenbuch Verlag, Frankfurt am Main 1985, ISBN 3-596-26497-9. Darin: S. 29–63, Rezensionen des Buchs von Dieter E. Zimmer (über die Lesung am 2. Oktober 1966 im Star-Club), Reinhard Baumgart, Hellmuth Karasek, Wolfgang Nagel, Werner Weber, Marcel Reich-Ranicki, Walter Jens, Helmut Heißenbüttel.
- Jan-Frederik Bandel, Lasse Ole Hempel, Theo Janßen: Palette revisited – Eine Kneipe und ein Roman. Edition Nautilus, Hamburg 2005, ISBN 3-89401-467-9. – Darin u. a. zahlreiche Erinnerungen der „Palettianer“ Cäsar Schwieger („Igor“), Mac Rugenstein („Loddl“), Joachim Stoll („Ramonita“) und Uta Juster („Heidi“).